# Kombinacja norweska na Mistrzostwach Świata w Narciarstwie Klasycznym 2023
Kombinacja norweska na Mistrzostwach Świata w Narciarstwie Klasycznym 2023 rozgrywana była między 24 lutego a 4 marca 2023 w słoweńskiej Planicy. Rozegranych zostało pięć konkurencji: zawody metodą Gundersena na dużej i normalnej skoczni oraz sztafeta na dużej skoczni dla mężczyzn, zawody metodą Gundersena na normalnej skoczni dla kobiet oraz mieszana sztafeta na normalnej skoczni. W klasyfikacji medalowej triumfowali reprezentanci Norwegii, którzy zdobyli sześć medali, w tym pięć złotych.

## Wyniki mężczyzn

### Gundersen HS102/10 km
| Pozycja | Zawodnik           | Narodowość | Wynik   | Strata |
| ------- | ------------------ | ---------- | ------- | ------ |
| złoto   | Jarl Magnus Riiber | Norwegia   | 24:36,3 | –      |
| srebro  | Julian Schmid      | Niemcy     | 24:55,7 | +19,4  |
| brąz    | Franz-Josef Rehrl  | Austria    | 24:57,3 | +21,0  |
| 4.      | Vinzenz Geiger     | Niemcy     | 25:17,7 | +41,4  |
| 5.      | Manuel Faißt       | Niemcy     | 25:18,4 | +42,1  |
| 6.      | Kristjan Ilves     | Estonia    | 25:21,4 | +45,1  |
| 7.      | Stefan Rettenegger | Austria    | 25:24,9 | +48,6  |
| 8.      | Jørgen Graabak     | Norwegia   | 25:25,3 | +49,0  |
| 9.      | Ryōta Yamamoto     | Japonia    | 25:25,4 | +49,1  |
| 10.     | Eric Frenzel       | Niemcy     | 25:25,4 | +49,1  |

### Sztafeta HS138/4x5 km
| Pozycja | Reprezentacja                                                                         | Wynik   | Strata  |
| ------- | ------------------------------------------------------------------------------------- | ------- | ------- |
| złoto   | Norwegia · Espen Andersen · Jens Lurås Oftebro · Jørgen Gråbak · Jarl Magnus Riiber   | 47:20,4 | –       |
| srebro  | Niemcy · Eric Frenzel · Vinzenz Geiger · Johannes Rydzek · Julian Schmid              | 47:29,4 | +9,0    |
| brąz    | Austria · Martin Fritz · Lukas Greiderer · Stefan Rettenegger · Johannes Lamparter    | 47:29,7 | +9,3    |
| 4.      | Francja · Mattéo Baud · Antoine Gérard · Laurent Muhlethaler · Marco Heinis           | 47:53,6 | +33,2   |
| 5.      | Finlandia · Ilkka Herola · Arttu Mäkiaho · Otto Niittykoski · Eero Hirvonen           | 49:21,3 | +2:00,9 |
| 6.      | Włochy · Samuel Costa · Aaron Kostner · Iacopo Bortolas · Raffaele Buzzi              | 49:50,9 | +2:30,5 |
| 7.      | Japonia · Sora Yachi · Yoshito Watabe · Yuya Yamamoto · Ryota Yamamoto                | 50:02,5 | +2:42,1 |
| 8.      | Stany Zjednoczone · Stephen Schumann · Ben Loomis · Niklas Malacinski · Jared Shumate | 51:23,6 | +4:03,2 |

### Gundersen HS138/10 km
| Pozycja | Zawodnik           | Narodowość | Wynik   | Strata  |
| ------- | ------------------ | ---------- | ------- | ------- |
| złoto   | Jarl Magnus Riiber | Norwegia   | 23:42,6 | –       |
| srebro  | Jens Lurås Oftebro | Norwegia   | 24:44,0 | +1:01,4 |
| brąz    | Johannes Lamparter | Austria    | 24:47,3 | +1:04,7 |
| 4.      | Kristjan Ilves     | Estonia    | 24:51,6 | +1:09,0 |
| 5.      | Stefan Rettenegger | Austria    | 24:52,8 | +1:10,2 |
| 6.      | Julian Schmid      | Niemcy     | 25:13,6 | +1:31,0 |
| 7.      | Mattéo Baud        | Francja    | 25:17,0 | +1:34,4 |
| 8.      | Jørgen Graabak     | Norwegia   | 25:46,4 | +2:03,8 |
| 9.      | Ilkka Herola       | Finlandia  | 25:47,0 | +2:04,4 |
| 10.     | Ryōta Yamamoto     | Japonia    | 25:48,5 | +2:05,9 |

## Wyniki kobiet

### Gundersen HS102/5 km
| Pozycja | Zawodnik             | Narodowość | Wynik   | Strata  |
| ------- | -------------------- | ---------- | ------- | ------- |
| złoto   | Gyda Westvold Hansen | Norwegia   | 14:27,1 | –       |
| srebro  | Nathalie Armbruster  | Niemcy     | 14:38,6 | +11,5   |
| brąz    | Haruka Kasai         | Japonia    | 14:42,8 | +15,7   |
| 4.      | Ida Marie Hagen      | Norwegia   | 14:56,8 | +29,7   |
| 5.      | Yuna Kasai           | Japonia    | 15:18,8 | +51,7   |
| 6.      | Annika Sieff         | Włochy     | 15:19,4 | +52,3   |
| 7.      | Anju Nakamura        | Japonia    | 15:28,6 | +1:01,5 |
| 8.      | Marte Leinan Lund    | Norwegia   | 15:45,6 | +1:18,5 |
| 9.      | Maria Gerboth        | Niemcy     | 15:54,8 | +1:27,7 |
| 10.     | Lisa Hirner          | Austria    | 15:59,7 | +1:32,6 |

## Mieszane

### Sztafeta HS102/4x5 km
| Pozycja | Reprezentacja                                                                               | Wynik   | Strata  |
| ------- | ------------------------------------------------------------------------------------------- | ------- | ------- |
| złoto   | Norwegia · Jens Lurås Oftebro · Ida Marie Hagen · Gyda Westvold Hansen · Jarl Magnus Riiber | 37:38,2 | –       |
| srebro  | Niemcy · Vinzenz Geiger · Jenny Nowak · Nathalie Armbruster · Julian Schmid                 | 38:26,0 | +47,8   |
| brąz    | Austria · Stefan Rettenegger · Annalena Slamik · Lisa Hirner · Johannes Lamparter           | 38:38,2 | +1:00,0 |
| 4.      | Włochy · Aaron Kostner · Annika Sieff · Veronica Gianmoena · Samuel Costa                   | 39:31,7 | +1:53,5 |
| 5.      | Japonia · Ryōta Yamamoto · Yuna Kasai · Haruka Kasai · Akito Watabe                         | 39:40,7 | +2:02,5 |
| 6.      | Finlandia · Eero Hirvonen · Minja Korhonen · Alva Thors · Ilkka Herola                      | 41:10,3 | +3:32,1 |
| 7.      | Stany Zjednoczone · Ben Loomis · Alexa Brabec · Annika Malacinski · Niklas Malacinski       | 41:59,1 | +4:20,9 |
| 8.      | Słowenia · Gašper Brecl · Ema Volavšek · Silva Verbič · Matic Garbajs                       | 44:48,5 | +7:10,3 |

## Klasyfikacja medalowa
| #       | Reprezentacja | Złoto | Srebro | Brąz | Razem |
| ------- | ------------- | ----- | ------ | ---- | ----- |
| 1.      | Norwegia      | 5     | 1      | 0    | 6     |
| 2.      | Niemcy        | 0     | 4      | 0    | 4     |
| 3.      | Austria       | 0     | 0      | 4    | 4     |
| 4.      | Japonia       | 0     | 0      | 1    | 1     |
| Łącznie | Łącznie       | 5     | 5      | 5    | 15    |